# Jaega
Els jaega (també jega, xega, jaece, geiga, jobe) eren una tribu d'amerindis de Florida que vivien al llarg de la costa de l'actual comtat de Martin i el comtat de Palm Beach, Florida en el moment del primer contacte europeu, i fins a algun moment en el segle xviii. Poc se sap dels orígens dels jaega, però podrien haver estat una tribu ais, que van ocupar la costa al nord seu. Hernando de Escalante Fontaneda, qui va estar captiu per les tribus de Florida durant 17 anys durant el segle xvi, va implicar que ais i jaega parlaven el mateix idioma. Els jaega eren lligats als ais per matrimoni entre caps i llurs parents. Els idiomes ais i jaega s'han assignat provisionalment per alguns estudiosos a la família lingüística muskogi, i per altres a la família lingüística arawak.

## Història i cultura
Hi ha poca història escrita sobre els jaega. Eren probablement similars en cultura i costums al seus veïns calusa, tekesta i ais. Els pobles indígenes del sud de Florida eren tots caçadors-recol·lectors. El menjar era prou abundant perquè l'agricultura no fos necessària. Els monticles d'escombraries, que consistien principalment de petxines d'ostres i cargols, també contenen pistes sobre la cultura jaega. La seva dieta consistia principalment de peixos, crustacis, tortugues marines, cérvols, ossos rentadors, així com plantes silvestres, incloent palmera de coco, raïm de mar baies de palmetto i tubercles. Fragments d'atuells trencays i trossos de les faldilles d'herba demostren que coneixien i practicaven artesanies com ceràmica i teixit. Un dels més grans i més ben conservats monticles d'escombraries jaega està dins del que avui és el Parc DuBois Park, davant del Far de Jupiter Inlet.
Encara que no hi ha jaciments de sílex al sud de Florida, s'ha trobat puntes de fletxa de pedrenyal en llocs jaega, indicant el comerç amb les tribus del nord. Els amerindis utilitzaven fusta, os i petxina per elaborar eines i armes.
Els informes espanyols descriuen elaborades cerimònies que involucren una classe d'elit de sacerdots, centenars de cantants i ballarins, i una pràctica ritual complexa.

## Primers encontres amb els espanyols
El Journal de Jonathan Dickinson, que va formar part d'una partida de nàufrags detinguts pels jaega de Jobe durant alguns dies en 1696, conté descripcions dels jaega de la ciutat de Jobe (prop de l'actual Jupiter Inlet). Va escriure que Jobe estava subjecte al cap ais que residia a Jece (prop de l'actual Vero Beach). A finals del segle xvi soldats espanyols que havien estat expulsats de territori ais construïren un fort anomenat St Lucie a Jupiter Inlet. Aviat ho va abandonar després que es deterioressin les relacions amb els Jaega.
El nom geogràfic "Hobe Sound" és derivat del nom de la vila Jaega. Els espanyols pronunciaren el nom "Ho-bay," que ha evolucionat fins a convertir-se en l'actual anglicisme "Hobe" (que es pronuncia com "robe").

## Primer mapa territorial
Hi ha un mapa titulat originalment Planta de la costa de la Florida'y en que paraje La Laguna de Ma'ymi'y adonde se ha de hacer un fuerte datat de l'any 1600. L'original es pot trobar a l'Arxiu d'Índies de Sevilla, identificat com la col·lecció Mapas de México y Florida de Pedro Torre Lanzas, el cartògraf original és desconegut. Una reproducció d'aquest mapa es troba a la Biblioteca del Congrés dels Estats Units.
Mostra la ubicació relativa de San Agustín, Cap Canaveral (Cabo de Cañabezal), així com els territoris aproximats de les tribus ays (ais) i xega.
Laguna de Meiymi es mostra com el nom del llac central de Florida conegut actualment com a llac Okeechobee. Aquesta és la referència de primer mapa conegut de Miami. Altres variants d'escriptura en les antigues fonts espanyoles són maimi, mayma i meiymi (vegeu mayaimi). La gran X negra sembla que marca una deu d'aigua dolça que correspon al lloc de la ciutat de Miami.